# Yashica
A Yashica foi uma fabricante japonesa de câmeras. Os direitos de marca comercial da Yashica são agora propriedade da MF Jebsen Group, sediada em Honguecongue. Em 2015, os direitos de marca registrada foram transferidos para a Yashica International Company Limited e nomeados 100 Enterprises International Group Co. Limited como Yashica Global Sole Agent.

## História

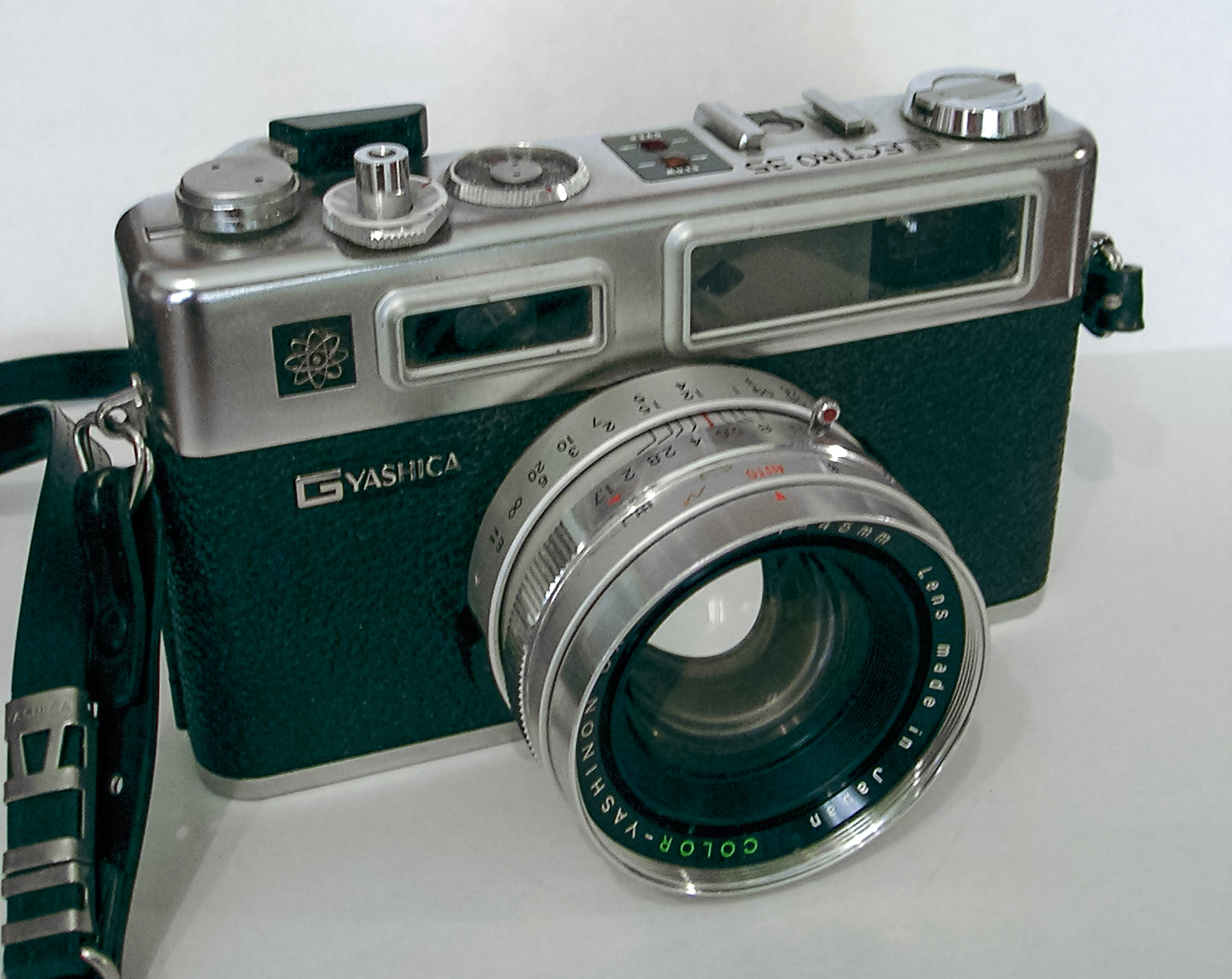
Yashica Electro 35 GSN

A empresa começou em dezembro de 1949, em Nagano, no Japão , quando a Yashima Seiki Company foi fundada com um investimento inicial de US $ 566. Seus oito funcionários fabricavam originalmente componentes para relógios elétricos. Mais tarde, eles começaram a fabricar componentes de câmera e, em junho de 1953, lançaram sua primeira câmera completa, a Yashimaflex , uma câmera de médio formato reflexo duplo (TLR) projetada para filme de médio formato 6x6 cm. Enquanto o Yashimaflex usou lentes rotuladas Tri-Lausar , os modelos sucessivos usaram as lentes Yashikor e Yashinon . Todas essas lentes foram fabricadas para a Yashica pela Tomioka Optical Works , iniciando um relacionamento que duraria por muitos anos. No final de 1953, a Yashima Seiki Company tornou-se Yashima Optical Industry Company, Ltd.
Em 1957, Yashima fundou a Yashica, Inc., braço subsidiário na cidade de Nova York para gerenciar os esforços de marketing nos Estados Unidos. Neste mesmo ano também foi introduzida uma nova série de câmeras TLR populares, a linha Yashica Mat., bem como uma câmera cine de 8mm cine. Durante o ano e meio seguinte, a Yashima continuou a crescer, com 1982 empregados em 1958. [8] Mais tarde, em 1958, a Yashima mudou seu nome para Yashica Company, Ltd, quando adquiriu a Nicca Camera Company Ltd. A aquisição da Nicca foi fortuita, uma vez que os projetos adquiridos ajudaram a Yashica a expandir sua linha de produtos em câmeras avançadas com rangefinder de 35mm.
A Yashica Pentamatic, uma avançada e moderna câmera SLR (Single Lens Reflex) de 35mm com um mecanismo de montagem baioneta exclusivo, diafragma automático (oferecido apenas com a lente Auto Yashinon 50mm / 1.8) e lentes intercambiáveis, foi introduzida em 1959. Como antes, Yashica continuou a buscar suas lentes na fábrica Tomioka Optical.
Por volta de 1959-1960, a Yashica adquiriu os ativos da falida Zunow Optical Industry Co. Ltd. Apesar de ser uma pequena empresa, a Zunow tornou-se conhecida pela produção limitada de uma câmera SLR 35mm muito avançada, além de várias qualidade, câmera rápida de 35 mm e designs de lente de cinema de 8 mm (filme) e um sistema proprietário de lente de montagem tipo baioneta semelhante ao da Yashica Pentamatic. Com a assistência da Tomioka Optical Works, a Yashica adaptou os designs das lentes Zunow em suas próprias câmeras cine (cine) de 8mm.
Como a Zunow, a Yashica achou difícil obter aceitação no mercado com sua lente SLR proprietária e redesenhou sua linha de câmeras SLR em 1962 para aceitar a montagem de lente Contax / Praktica M42. A nova câmera SLR foi introduzida como a Penta J.
Em dezembro de 1965, a Yashica apresentou a primeira câmera comercialmente bem sucedida do mundo, a 35mm, controlada eletronicamente, a Electro 35 , um popular modelo rangefinder que, em vários modelos subvariantes, vendeu 8 milhões de unidades. A empresa continuou a expandir seus mercados internacionais e, em agosto de 1968, a Yashica finalmente adquiriu seu fabricante de lentes, a Tomioka Optical e Machine Manufacturing Co., Ltd. (posteriormente renomeada como Tomioka Optical Co. Ltd.). A essa altura, a Tomioka era uma das maiores e mais conceituadas fabricantes de lentes do Japão. As vendas de SLRs de 35mm continuaram a crescer de forma constante, e a Yashica rapidamente adquiriu uma reputação de experiência em câmeras eletrônicas e ótica de alta qualidade. 1968 também marcou o ano do último grande projeto de câmera TLR da Yashica, o Yashica Mat-124, um modelo popular que combinou algumas das melhores características das câmeras TLR anteriores da Yashica.
Em 1968, a Yashica introduziu a câmera reflex SLR ( Single lens reflex ) TL-Electro-X 35mm e produziu-a até 1974. Ela tinha uma montagem de lente de rosca, a montagem de lente M42 , para suas lentes intercambiáveis. Ele também tinha um medidor de exposição totalmente eletrônico através da lente no visor usando setas iluminadas (não LEDs verdadeiros, que foram introduzidos pela primeira vez com o Fujica ST801). O obturador Copal Square SE, um obturador de plano focal de lâmina de metal verticalmente fabricado pela Copal Corporation, usado na câmera, era controlado eletronicamente.
Em 1972, a Yashica introduziu a câmera TL Electro 35mm SLR, que era semelhante à câmera Pentax Spotmatic feita pela Asahi Optical Company ( Pentax ). O TL Electro também usou um visor de medidor de exposição iluminado similar ao TL Electro-X, bem como o suporte de lente com rosca M42 para suas lentes intercambiáveis.
Em 1973, a Yashica iniciou uma colaboração com a Carl Zeiss chamada Top Secret Project 130 para produzir uma nova SLR profissional de 35mm com um obturador controlado eletronicamente com a marca Contax , e chamada de RTS (para "Real Time System"). Uma nova linha de prestígio das lentes Yashica / Contax projetada pela Carl Zeiss foi introduzida para a câmera, com uma montagem de baioneta C / Y comum permitindo o intercâmbio de lentes entre todos os modelos de câmera Contax e Yashica SLR de 35mm.  O Grupo F. Alexander Porsche foi contratado para concluir um estudo ergonômico e estilizado da nova câmera. O novo Contax RTS apareceu na photokina em 1974 e tornou-se um sucesso comercial.

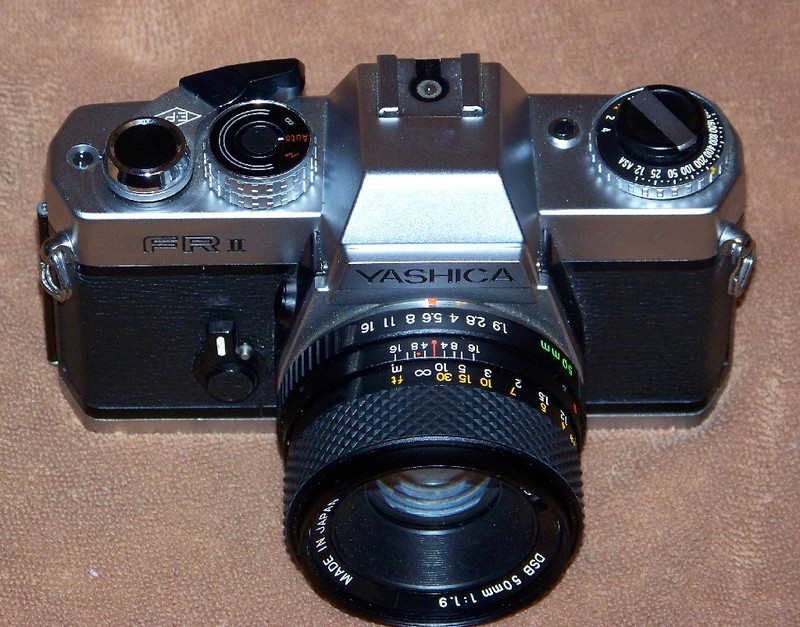
Top of FRII

Yashica logo apresentou várias novas câmeras SLR de 35mm começando com o FX-1 (1975) e o FX-2 (1976). Também naquele ano, em resposta ao sucesso do Contax RTS, a Yashica desenvolveu o sofisticado Yashica FR usando alguns dos recursos do RTS, incluindo o seu obturador eletromagnético. O FR foi capaz de usar toda a gama de lentes Carl Zeiss T *. Em testes contemporâneos, o FR foi descrito como sendo mais resistente em alguns aspectos do que o mais caro Contax RTS, incluindo melhor vedação contra poeira e contaminantes. Esta prática de "parear" modelos similares da Contax com modelos Yashica mais acessíveis, menos completos, mas ainda de alta qualidade, continuaria pelos dez anos seguintes. O FR foi rapidamente seguido em abril de 1977 pelo FR-I e FR-II. O FR-I era um SLR de 35mm oferecendo ainda mais recursos do RTS, incluindo um obturador eletrônico com modos manual e prioridade de abertura, e marcou o ponto alto para a marca Yashica ao competir com Nikon, Canon e Minolta para o mercado de câmeras SLR semi-profissional.

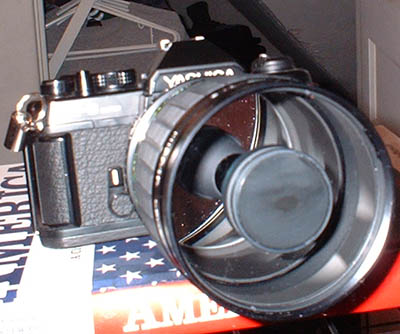
A Yashica FX-3 Super with a 500 mm mirror lens.

Em 1979, a Yashica introduziu uma nova SLR de consumo de 35mm, a FX-3, destinada a compradores iniciantes. Como todos os corpos de foco manual Yashica, o FX-3 acessível apresentava uma montagem de lente C / Y que também aceitaria lentes Carl Zeiss T *. Essa câmera SLR de exposição manual simples e leve vendeu-se bem e, com pequenas revisões, permaneceu em produção até 2002.
Em outubro de 1983, a Yashica Company Ltd. foi adquirida pela gigante de cerâmica Kyocera . Inicialmente, a fusão resultou em poucas mudanças externas. O programa FX-103 de foco manual (MF), lançado em 1985, continuou a tradição de "emparelhamento" de modelos Yashica SLR de alta qualidade com Contax (Contax 159 mm) e foi o primeiro Yashica SLR com flash TTL e exposição programada completa capacidades.
Depois de 1983, todas as câmeras da marca Yashica eram comercializadas pela Kyocera (Kyoto Ceramics), que também fabricava novas câmeras Contax. Em 1985, a empresa enfrentava uma intensa concorrência de mercado de outros fabricantes, especialmente a Minolta , que havia introduzido uma câmera SLR de 35mm com autofoco e preço competitivo. A Yashica finalmente introduziu sua própria linha de câmeras SLR autofoco de 35mm que era superfaturada e mal comercializada em comparação com sua concorrência. Em resposta, a Kyocera reposicionou gradualmente a marca como uma linha de câmeras point-and-shoot com preço acessível, transferindo a produção do Japão para Hong Kong e descontinuou a produção de câmeras SLR de ponta.
Em 2005, a Kyocera interrompeu a produção de todos os filmes e câmeras digitais da Contax, Yashica e outras marcas da Kyocera. Em 2008, a Kyocera vendeu os direitos de marca da Yashica para o MF Jebsen Group, sediado em Hong Kong, e está sob sua subsidiária JNC Datum Tech International, Limited. Os produtos da Yashica da JNC Datum Tech International incluem câmeras digitais, câmeras de vídeo digitais, molduras digitais , aparelhos de DVD portáteis , reprodutores de áudio digital, gravadores de voz digitais, binóculos , telefones celulares e cartões SD . Em março de 2015, 100 Enterprises International Group Co. Ltd. foi nomeada Yashica Global Sole Agent.

## Modelos de câmeras

### TLRs

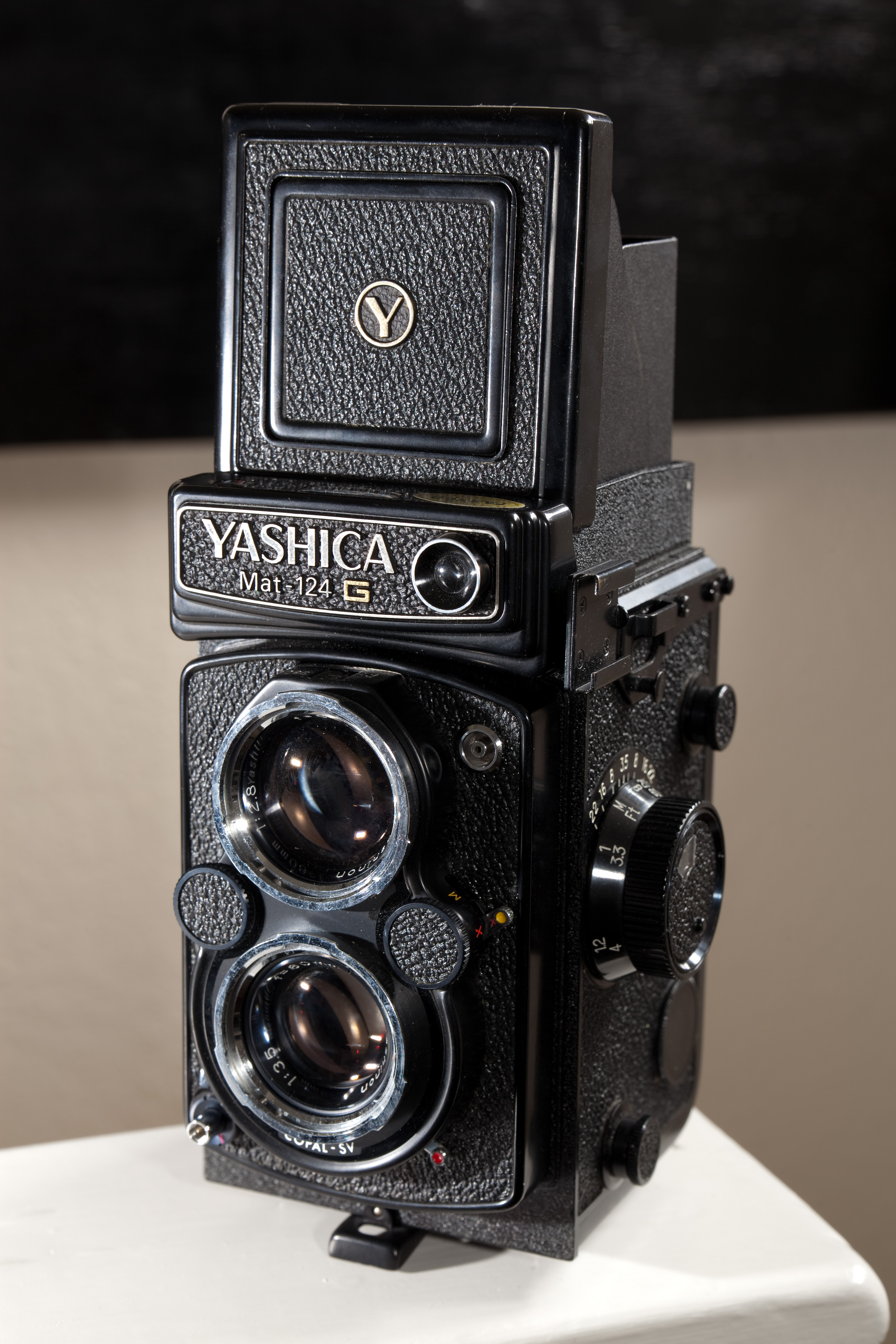
Yashica Mat 124 G.

- Pigeonflex (1953)
- Yashimaflex (1953)
- YashicaFlex (1953)
- MolfoReflex (1953)
- Yashicaflex A, AS I & II (1954)
- Yashica C (1955)
- Yashicaflex Rookie (1956)
- Yashica B (1957)
- Yashica LM (1957)
- Yashica-Mat (1957)
- Yashica A (1958), D (1958)
- Yashica 44 (1958)
- Yashica 635 (1958)
- Yashica Auto (1959)
- Yashica Mat LM (1959)
- Yashica 44LM (1959)
- Yashica 44A (1960)
- Yashica Mat EM (1964)
- Yashica E (1964)
- Yashica 24 (1965)
- Yashica 12 (1967)
- Yashica-Mat 124 (1968)
- Yashica-Mat 124 G (1970)
- Yashica-Mat 124 B (1975) Brazil

### Rangefinder 35mm
- Electro 35
- Electro 35 CC
- Electro 35 MC
- Electro 35 CCN
- Electro 35 GL
- Electro 35 GS
- Electro 35 GSN
- Electro 35 GT
- Electro 35 GTN
- Electro 35 GX
- Yashica 35
- Yashica 35-f
- Yashica minister iii
- Yashica 35J
- Yashica EE
- Yashica Lynx
- Yashica MG-1
- Yashica Minister 700
- Yashica Minister D
- Yashica Campus

### Câmeras SLR 35mm
- Electro-AX
- Electro-X
- FR
- FR-I
- FR-II
- FX-1
- FX-2
- FX-3
- FX-3 Super
- FX-3 Super 2000
- FX-7
- FX-7 Super
- FX-8 (Only China)
- FX-70
- FX-80 (Only China)
- FX-103
- FX-800 Super (Only China)

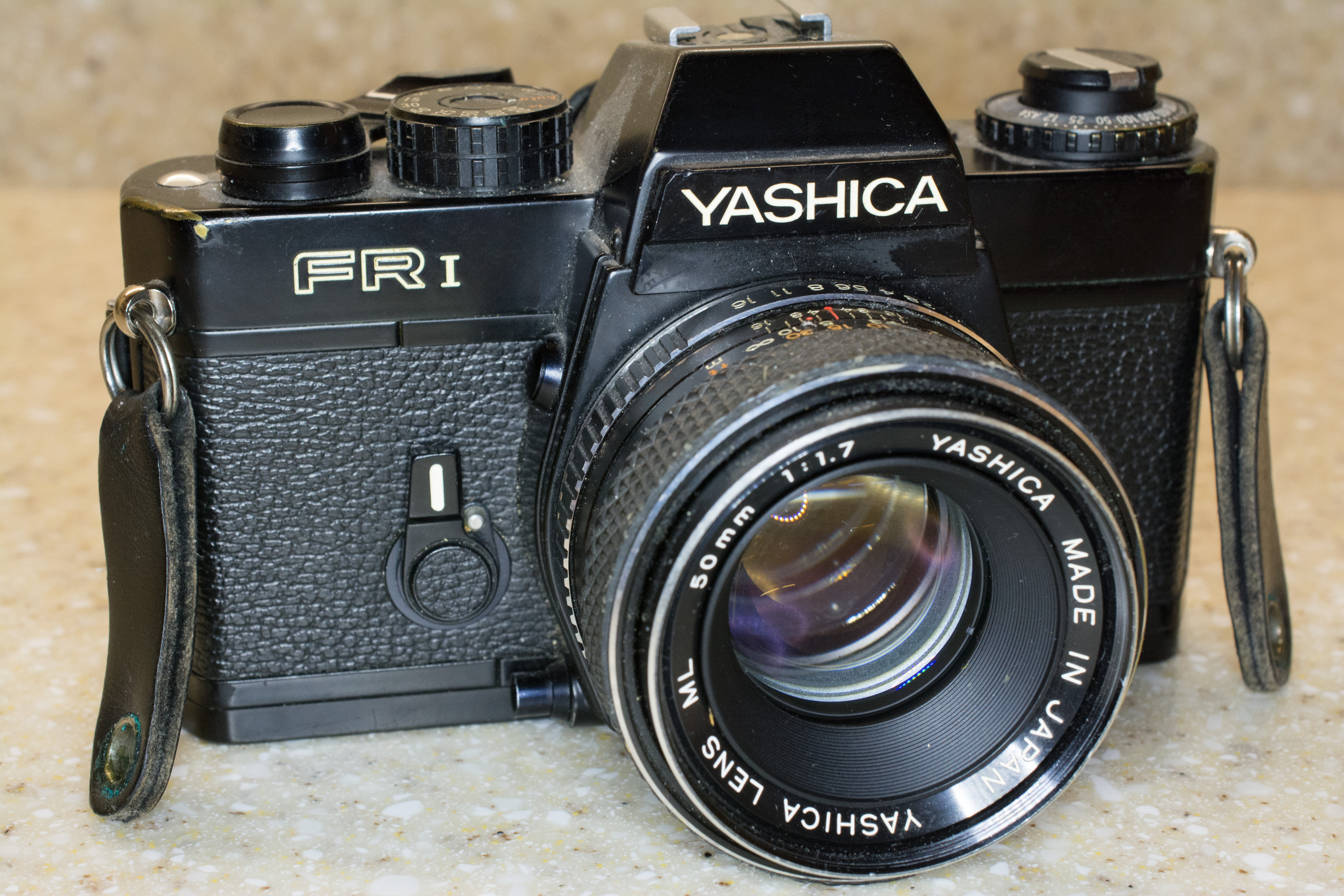
Yashica FR-I SLR with a ML 50 mm f/1.7 lens

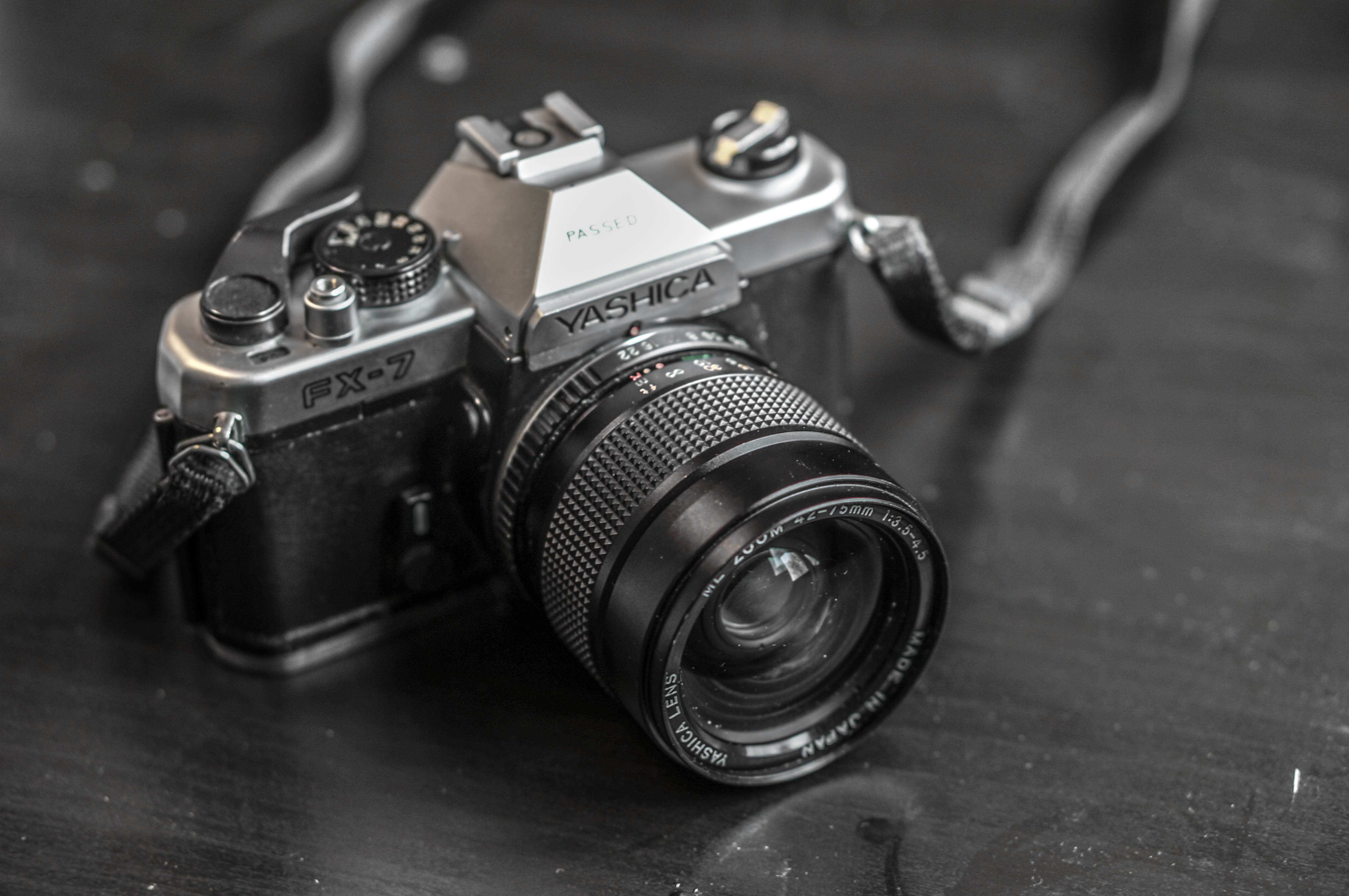
Yashica FX-7 (1979–1984)

- FX-A (less than 1400 pieces Only US & Europe)
- FX-D
- FX-D SE
- Penta J (and successors J-3, J-5, J-7 and J-P)
- Pentamatic
- Pentamatic II
- TL-E
- TL Electro
- TL-Electro-X
- TL Super
- 107MP/TR-7000/Revue AC-7/DAEWOO 107MP
- 108MP/Revue AC-8/YODOBASHI CAMERA (Japan Only)
- 109MP
- 200AF
- 210AF (Kyocera Brand Only)
- 230AF
- 270AF/230 Super
- 300AF
- Dental Eye I
- Dental Eye II
- Dental Eye III/Medical Eye (Only Japan)

### Compacta 35mm
- Yashica AF-J
- Yashica AF-J 2
- Yashica auto focus
- Yashica auto focus motor
- Yashica auto focus motor D
- Yashica Auto Focus Motor II
- Yashica LAF
- Yashica Lynx
- Yashica MF-2
- Yashica MF-2 super
- Yashica MF-3
- Yashica MF-3 super
- Yashica 35-ME
- Yashica Motor J
- Yashica Partner
- Yashica Partner AF
- Yashica T

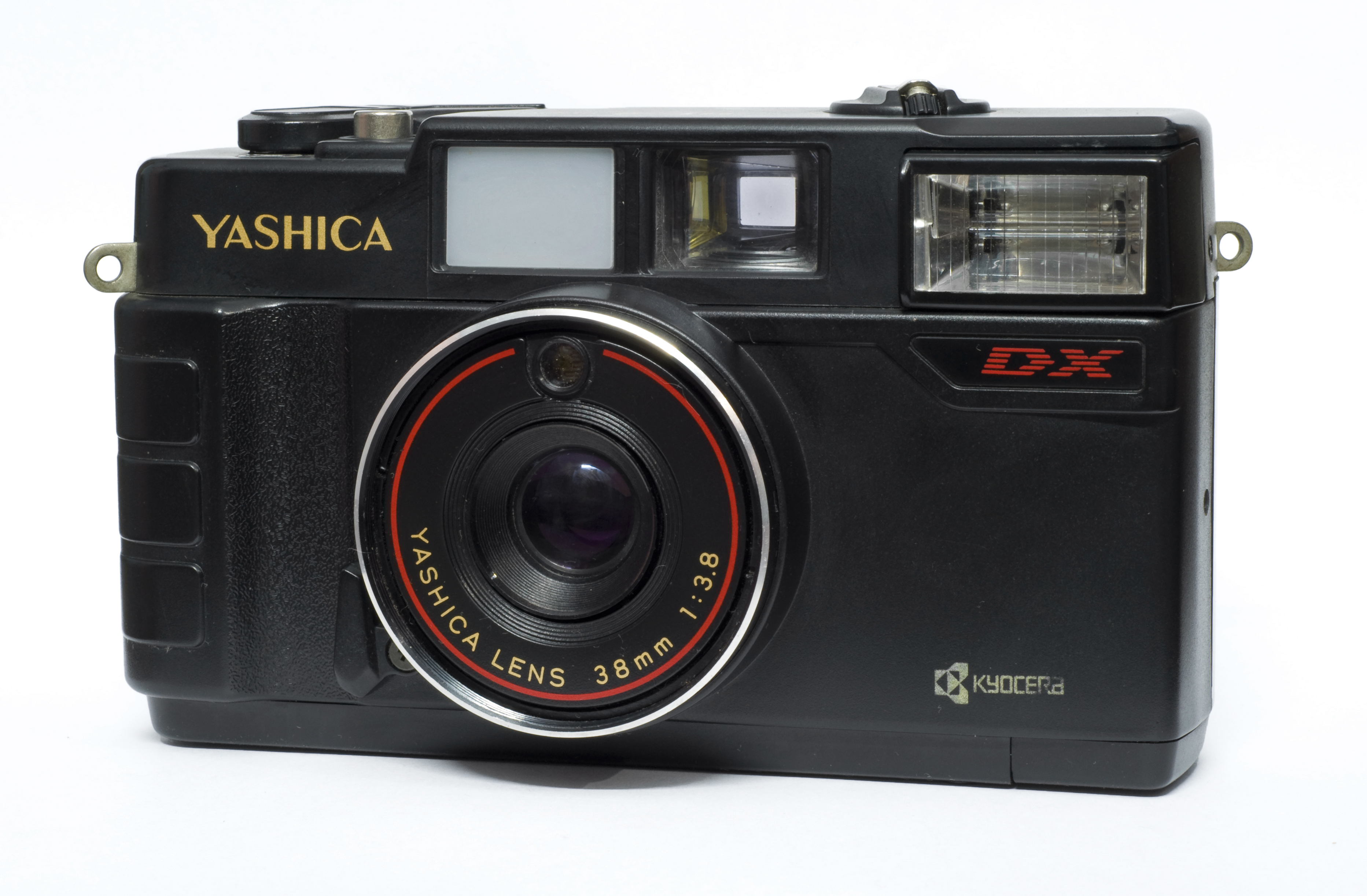
Yashica MF-2 super

- Yashica T-Zoom / T4 Zoom / Kyocera T-Zoom
- Yashica T2 / Kyocera T
- Yashica T3 / Kyocera T Scope
- Yashica T3 Super / Kyocera T Scope2
- Yashica T4 / T4 (Safari Edition)
- Yashica T4D / Kyocera Slim T / Slim T (Safari Edition)
- Yashica T4 Super / T5
- Yashica T4 Super D / T5D / Kyocera T Proof

### Digital compacta
- Yashica Y35 digiFilm

### Câmera de filme Super 8mm
- Yashica Super YXL-1,1
- Yashica Super YXL-100
- Yashica Super-40k
- Yashica Super-50
- Yashica U-Matic Super 8
- Yashica Nicca Super 30 Electronic
- Yashica Super 8 10